# Didenkove, Verhnodniprovsk
Didenkove (în ucraineană Діденкове) este un sat în comuna Vodeane din raionul Verhnodniprovsk, regiunea Dnipropetrovsk, Ucraina.

## Demografie
Componența lingvistică a localității Didenkove
     Ucraineană (92,87%)
     Rusă (6,73%)
     Alte limbi (0,2%)
Conform recensământului din 2001, majoritatea populației localității Didenkove era vorbitoare de ucraineană (92,87%), existând în minoritate și vorbitori de rusă (6,73%).